# Царёк, Александр Николаевич
Александр Николаевич Царёк (2 января 1959, Васильков (по другим данным пгт Калиновка), Васильковский район, Киевской области — 20 февраля 2014, Киев) — защитник первой сотни обороны Майдана. Герой Украины (2014, посмертно).

## Биография
Окончил местную школу, затем — Белоцерковский строительный техникум. Жил в городе Васильков Киевской области. Некоторое время работал в Васильковской типографии, после увольнения занялся ландшафтным дизайном, озеленением участков, созданием декоративных бассейнов и водопадов. Его хобби — садоводство и пчеловодство.

## На Майдане

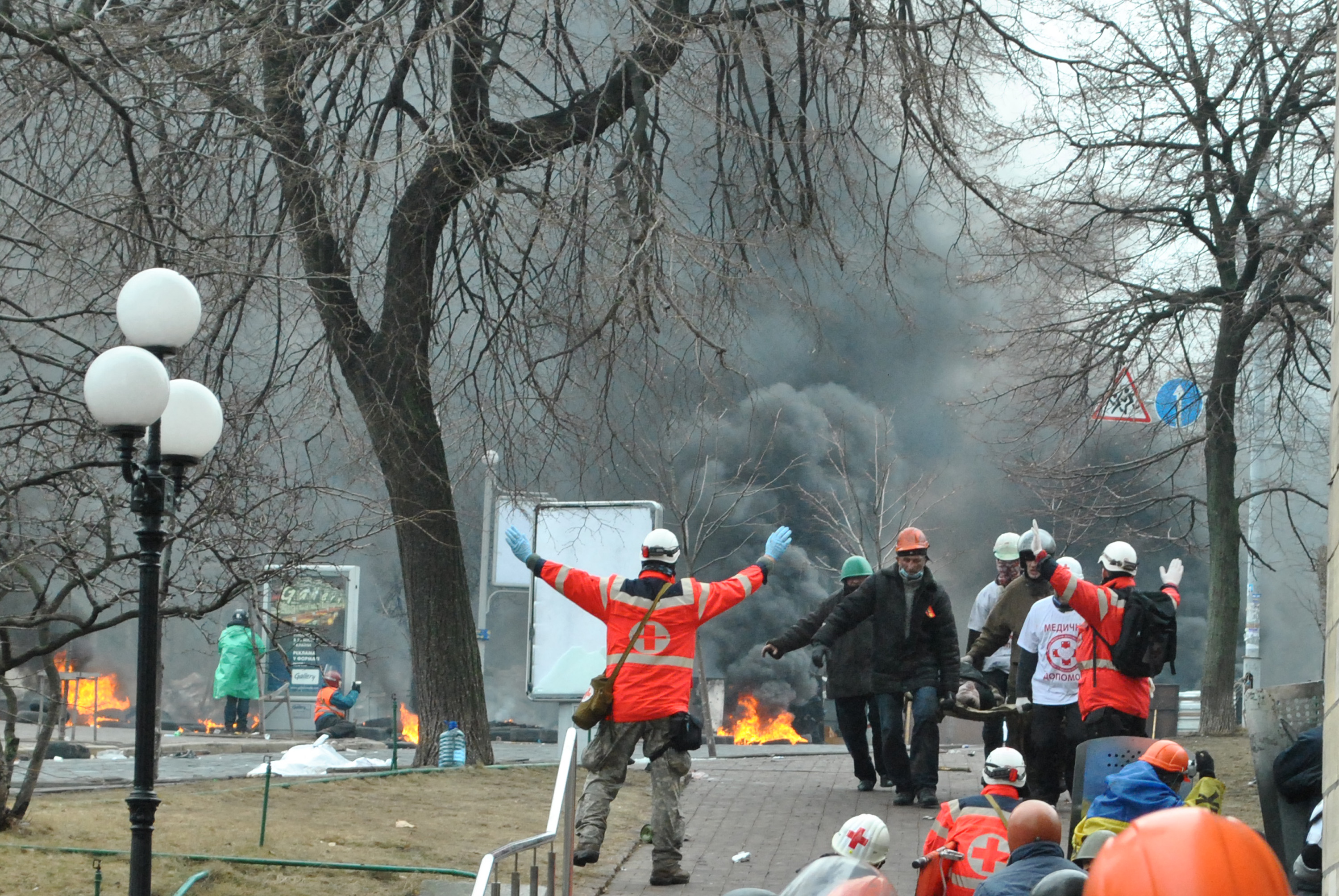
На носилках соратники выносят с передовой Александра Царька

С первых дней и до гибели находился на Майдане.
Погиб возле Октябрьского дворца от трех пулевых ранений.

## Память
Панихида состоялась на центральной площади Василькова 22 февраля 2014 в 14 часов.

### Награды
- Звание Герой Украины с вручением ордена «Золотая Звезда» (21 ноября 2014, посмертно) — за гражданское мужество, патриотизм, героическое отстаивание конституционных принципов демократии, прав и свобод человека, самоотверженное служение Украинскому народу, обнаруженные во время Революции достоинства[1]
- Медаль «За жертвенность и любовь к Украине» (УПЦ КП, июнь 2015) (посмертно)[2]